# Ben Cohen (entrepreneur)
Pour les articles homonymes, voir Cohen et Ben Cohen.
Bennett Cohen (né le 18 mars 1951) est un entrepreneur, militant et philanthrope américain.
Il est cofondateur de la société de crème glacée Ben & Jerry's et un soutien notable des candidats du Parti démocrate et des causes progressistes.

## Enfance
Il est né à Brooklyn et a grandi dans la ville de Merrick.

## Activisme politique

### Arrestation lors d'une audition
14 mai 2025 il est expulsé d’une audition parlementaire à Washington après avoir dénoncé le soutien du gouvernement américain à Israël dans sa guerre à Gaza,.